# Keissleriella ocellata
Keissleriella ocellata är en svampart som först beskrevs av Niessl, och fick sitt nu gällande namn av S.K. Bose 1961. Keissleriella ocellata ingår i släktet Keissleriella och familjen Massarinaceae.  Arten är reproducerande i Sverige. Inga underarter finns listade i Catalogue of Life.